# HD37308
HD37308 є хімічно пекулярною зорею спектрального класу
A0 й має видиму зоряну величину в смузі V приблизно  8,7.

## Пекулярний хімічний вміст
Зоряна атмосфера HD37308 має підвищений вміст 
Cr
.